# NGC 1530
NGC 1530 (również PGC 15018 lub UGC 3013) – galaktyka spiralna z poprzeczką (SBb), znajdująca się w gwiazdozbiorze Żyrafy. Odkrył ją Ernst Wilhelm Leberecht Tempel w 1876 roku.